# Ursuline College
L'Ursuline College è un'università privata di indirizzo cattolico con sede a Pepper Pike, nello stato americano dell'Ohio.
Fu fondato come college femminile nel 1871 dalle Suore orsoline di Cleveland. Stabilì la sua sede a Pepper Pike nel 1966.